# Ptilosphen tetrastigma
Ptilosphen tetrastigma är en tvåvingeart som beskrevs av Ignaz Rudolph Schiner 1868. Ptilosphen tetrastigma ingår i släktet Ptilosphen och familjen skridflugor. Inga underarter finns listade i Catalogue of Life.